# Station Duckterath
Station Duckterath (Duits: Bahnhof Duckterath) is een S-Bahnstation in het stadsdeel Duckterath van de Duitse plaats Bergisch Gladbach. Het station ligt aan de spoorlijn Köln-Mülheim - Bergisch Gladbach.

## Treinverbindingen
| Serie | Treinsoort            | Route | Bijzonderheden                             |
| ----- | --------------------- | --- | ------------------------------------------ |
| S 11  | S-Bahn (DB Regio NRW) | Düsseldorf Luchthaven Terminal – Düsseldorf Hbf – Neuss Hbf – Norf – Nievenheim – Dormagen – Köln Hbf – Duckterath – Bergisch Gladbach | Dienstregeling S11 geldig vanaf 10-12-2023 |